# Kim Seong-min
Kim Seong-min (koreanisch 김성민; * vor 1990) ist ein südkoreanischer Sozialunternehmer. Er ist Gründer der Jugendhilfeorganisation Brother's Keeper.

## Biographie
Kim Seong-min, der seine Eltern nie kennengelernt hat, wuchs in einem Waisenhaus auf. Nach seinem Schulabschluss zog er 2004 nach Seoul und arbeitete zunächst in einem Restaurant im Stadtteil Itaewon. An den Wochenenden ging er in Waisenhäuser, um mit den Kindern zu spielen.
Seit 2008 arbeitete er als Verwaltungssekretär bei der gemeinnützigen Organisation YES Daddy, die Waisenkinder mit Freiwilligen zusammenbringt, die bereit sind, ihre Talente zu teilen. Nachdem er rund 200 Waisenhäuser im Land besucht hatte, erkannte Kim, dass es für Unabhängigkeit von Jugendlichen am wichtigsten ist, einen Einstieg in eine regelmäßige Berufstätigkeit zu finden.
Durch eine Tätigkeit als Prediger in einer christlichen Kirche sah er die Möglichkeit, Arbeitsplätze zu schaffen, indem er ein Netzwerk zwischen Kirchenmitgliedern und Jugendlichen aufbaute, und konnte rund 100 Menschen in etwa sechs Monaten zu einem Arbeitsplatz verhelfen, es zeigte sich aber, dass viele der Vermittelten Anpassungsschwierigkeiten hatten und nach wenigen Wochen wieder kündigten.
2018 gründete Kim Seong-min die Organisation Brother's Keeper, die unterstützungsbedürftigen jungen Koreanern, insbesondere solchen, die in Heimen aufgewachsen sind, gezielt hilft, sich in die Gesellschaft einzufügen und einen Arbeitsplatz zu finden. Inhaltliche Schwerpunkte der Angebote sind Landschaftsarchitektur und Innenarchitektur mit Schwerpunkt auf Pflanzen. In der Organisation sind die Mehrzahl der Mitarbeiter selbst in Waisenhäusern aufgewachsen.
Kim engagiert sich auch politisch. So kam es auch durch seine Initiative 2019 zu einer Änderung der Regelung des Rechtsstatus von Jugendlichen, die in Kinderschutzeinrichtungen aufgewachsen waren und bis dahin keinen Anspruch auf spezielle staatliche Förderungen zur Integration im Arbeitsmarkt hatten. Nun konnten Jugendliche noch fünf Jahre nach Verlassen der Einrichtung als unterstützungswürdig eingeschätzt werden.

## Auszeichnungen
2005 wurde Kim Seong-min mit der Giuseppe-Motta-Medaille für Frieden und Demokratie, Menschenrechte und nachhaltige Entwicklung ausgezeichnet. 2023 erhielt er den Yumin Award der südkoreanischen Tageszeitung JoongAng Ilbo.